# Giannantonio Moschini

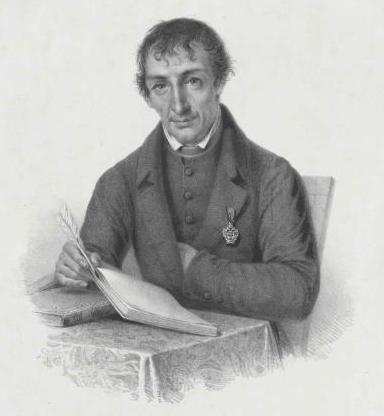
Giannantonio Moschini

Giannantonio Moschini, auch Giovanni Antonio Moschini (* 28. Juni 1773 in Venedig; † 8. Juli 1840 ebenda), war ein italienischer katholischer Priester und Autor, der überwiegend zur Kunst und Kultur von Venedig publizierte.

## Leben
Er begann seine Studien in einer Schule der Jesuiten. 1790 trat er in den Orden der Minoriten ein, verließ ihn aber bald wieder, teils wegen seiner Vorliebe für die Kunst, teils wegen seiner schlechten Gesundheit, er war gehbehindert. 1791 trat er in den Orden der Padri Somaschi ein und unterrichtete 1794 im Priesterseminar von San Cipriano auf Murano. 1796 wurde er zum Priester geweiht und lehrte am Priesterseminar der Somasker an der Kirche Santa Maria della Salute, das 1818 zum Seminario patriarcale wurde.

## Veröffentlichungen (Auswahl)
- Della letteratura veneziana del secolo XVIII fino a nostri giorni. 4 Bände, Venedig 1806–1808.
- Della vita e delle opere del pittore Jacopo Guarano veneziano. In: Giornale della letteratura italiana 22, 1808, S. 129–147.
- Memorie sulla vita del pittore Bernardino Castelli. Stamperia Palese, Venedig 1810.
- Guida per la città di Venezia all’amico delle belle arti. 2 Bände, Venedig 1815.
- La chiesa e il seminario di Sta. Maria della salute in Venezia. Venedig 1842.
- Nuova Guida di Venezia, Presso Vincenso Maisner 1847 (Posthum, google.com)
- mit Emmanuele Antonio Cicogna, Giovanni Voludo, Francesco Caffi, Giovanni Casoni: Storia dei dogi di Venezia. Venedig 1860.